# Thomas Wharton (anatomista)
Thomas Wharton (31 de agosto de 1614 - Londres, 15 de novembro de 1673) foi um médico e anatomista inglês mais conhecido por suas descrições do ducto submandibular (um dos dutos salivares) e geleia de Wharton do cordão umbilical.